# Canciller de la República Dominicana
El canciller de la República Dominicana es el funcionario público que ocupa el Ministerio de Relaciones Exteriores de la República Dominicana. El canciller es miembro del Gabinete del presidente de la República Dominicana. El actual Canciller, elegido por el presidente Luis Abinader, es Roberto Álvarez.
El Ministro de Relaciones Exteriores es el funcionario en que el jefe del Estado delega la ejecución de la Política Exterior, y es conocido generalmente como canciller, la ley regula su funcionamiento. El canciller tiene una doble naturaleza o facultad deducida de sus funciones. La primera como órgano interno del estado forma parte del gabinete y su designación y estatuto corresponde al Derecho Estatal, es el superior jerárquico para los asuntos exteriores de toda la administración; la segunda constituye el órgano de las relaciones exteriores de su país, es un intermediario entre su propio Estado y los demás países, por su intermedio se efectúan las comunicaciones diplomáticas, correspondientes esta última a la esfera del Derecho Internacional. Tanto su designación como el hecho de cesar sus funciones, debe ser comunicado por medio, de una nota a los jefes de misiones diplomáticas acreditados en el país.

## Historia
El 4 de abril de 1874, se creó la Secretaría de Estado Relaciones Exteriores y con esta nace el cargo de secretario de Estado de Relaciones Exteriores.
Antes de ser creado el cargo de secretario de Estado de RR. EE., solo el presidente de la República podía desempeñar funciones diplomáticas o en su nombre un de los otros secretarios de Estado nombrados por la  Constitución Dominicana de 1844: el de Justicia e Instrucción Pública; el de Interior y Policía; el de Hacienda y Comercio o el de Marina y Guerra.